# Качарево

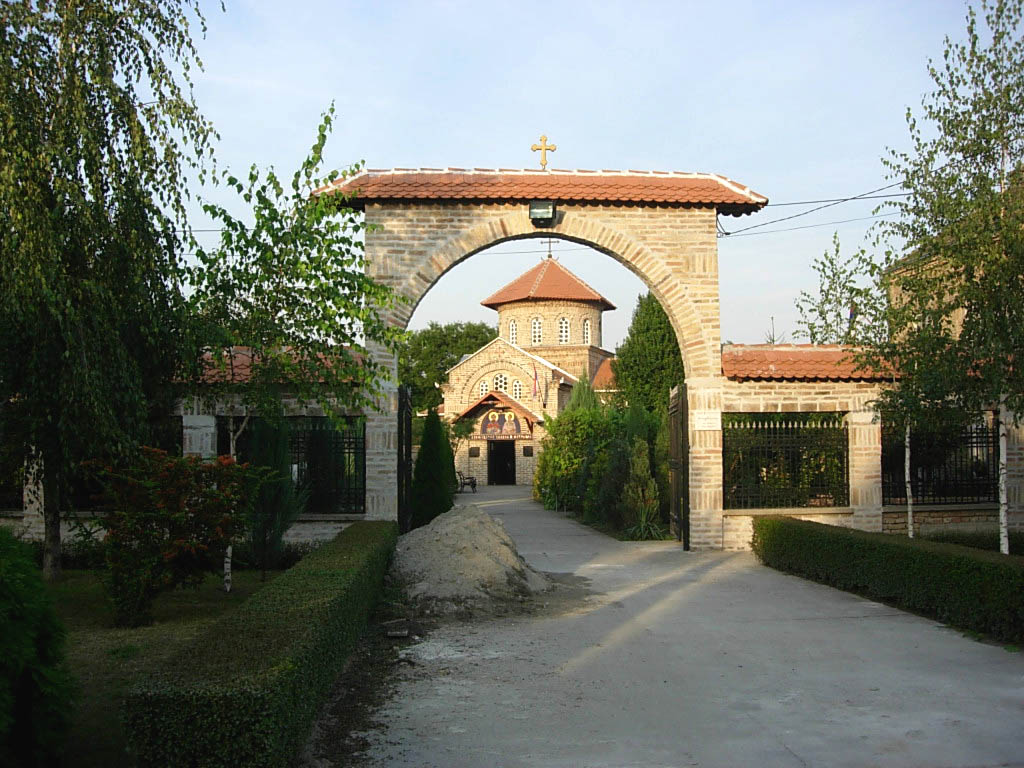
Православная церковь Кирилла и Мефодия

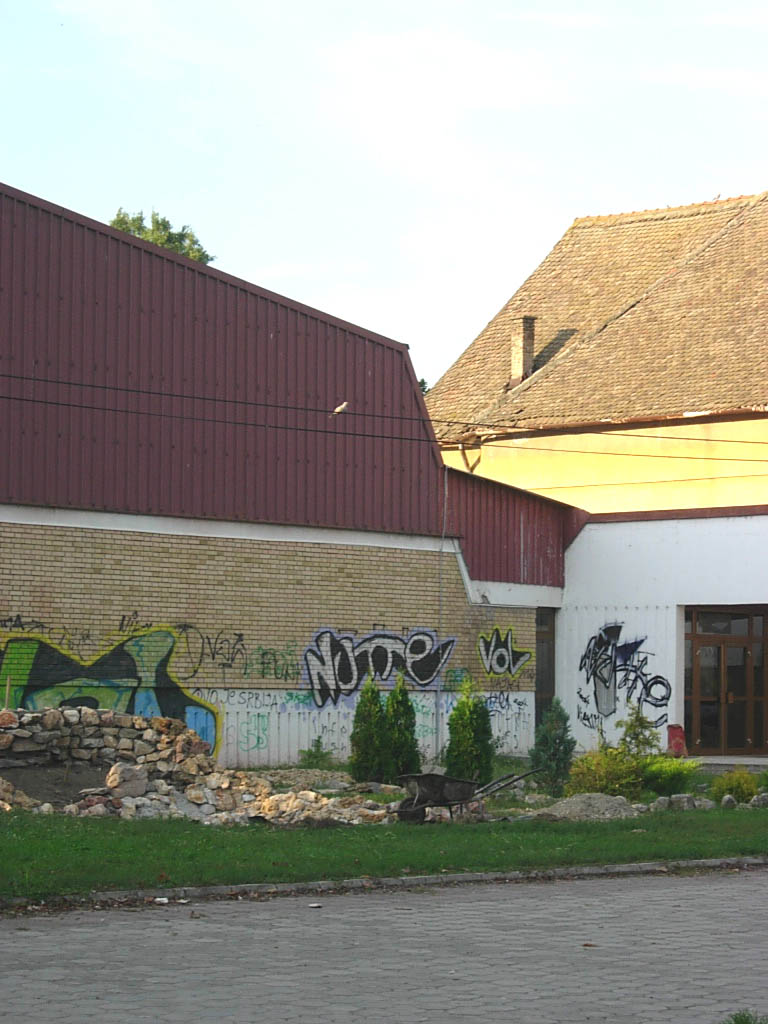
Спортивный центр

Качарево (серб. Качарево, Kačarevo) — город в северной Сербии, расположенный в муниципалитете города Панчево, Южно-Банатский округ, автономный край Воеводина. Город имеет сербское этническое большинство, и его население составляет 7100 человек по переписи 2011 года.

## Название
Бывшее немецкое название города — Францфельд, было дано в честь Франца II. 
После Первой мировой войны населённый пункт был официально переименован в Кралевичево, это название было присвоено городу в честь династии Караджорджевичей. В 1946 году город был официально переименован в Качарево в честь югославского героя-партизана Светозара Качара.

## История
Город был построен в 1792 году немецкими поселенцами, почти все из них являлись протестантами. Город является одним из самых молодых населённых пунктов в административном районе Панчево.
Поселок был частью Банатской Краины габсбургской Австрийской империи с момента своего основания. После Первой мировой войны эта территория была частью Баната, Бачки и Бараньи и с 1929 входила в королевство Югославия.

## Экономика
Основным занятием населения является сельское хозяйство, как и во многих других местных поселениях. Однако, многие горожане также работают на заводах соседнего города Панчево.

## Культура и туризм
С 1960 года в городе есть культурный центр. Город славится своим фестивалем бекона, известным как Slaninijada (slanina — бекон). Фестиваль был организован впервые в 1988 году и проходит ежегодно в феврале. В городе уже несколько лет известна вокальная группа Тоше Проески, которая очень хорошо известна в Воеводине.

## Спорт
Есть футбольный клуб под названием «ФК Единство», основанный в 1947 году. С 2003 года есть второй клуб, названный «Кралевичево». С 1972 года существует баскетбольный клуб под названием «Единство Качарево».